# 図書館情報専門家協会 (イギリス)
図書館情報専門家協会（英: Chartered Institute of Library and Information Professionals, 頭字語: CILIP, 発音[ˈsɪlɪp] SIL-ip シリップ）はイギリスの図書館員、情報専門家（英語）や知識マネージャーを対象とする職能団体で、設立は2002年。合併前の前身は旧図書館協会（LA、LAUK）と旧情報科学者協会（IIS）である。2017年のブランド化以前の旧称は王立図書館情報専門家研究所（英: Chartered Institute of Library and Information Professionals）。
#CILIPスコットランド（英: CILIP in Scotland、頭字語: CILIPS）はスコットランドの独立した運営体で、CILIPとサービス水準合意を取り交わし提携したサービスを提供する。
当協会は2020年目標を「情報と図書館技能ならびに専門的価値観を民主的で平等な社会の繁栄の中心に置く」とした。

## 沿革
当協会は2002年、図書館協会（略称LAまたはLAUK）と情報科学者協会（IIS＝1958年1月23日設立）を統合して設立された。前者は1877年設立、初の国際図書館員会議の議決を受けており、1898年に勅許状を授与された組織であった。
図書館協会の初代会長はジョン・ウィンター・ジョーンズ John Winter Jonesが務め、歴代会長にリチャード・ガーネット（1893年生 Richard Garnett）、フレデリック・G・ケニオン（1910年生 Frederic G. Kenyon）、 W・C・バーウィック・セイヤーズ（1938年生 W. C. Berwick Sayers）、ライオネル・マッコルビン（1952年生 Lionel McColvin）、ダグラス・ジョン・フォスケット（1976年生 Douglas John Foskett）の名がある。当協会は1927年に創設50周年を祝い、ヨーロッパ14ヵ国とアメリカの図書館協会は国際図書館連盟設立の地エジンバラで50周年を祝う決議に署名した。
2002年の統合時、CILIPの会員数は推定およそ2万3千人、初代会長シェイラ・コロール Sheila_Corrallから2003年に会長職を継いだのは、マーガレット・ワトソン Margaret Watson である。

## 説明

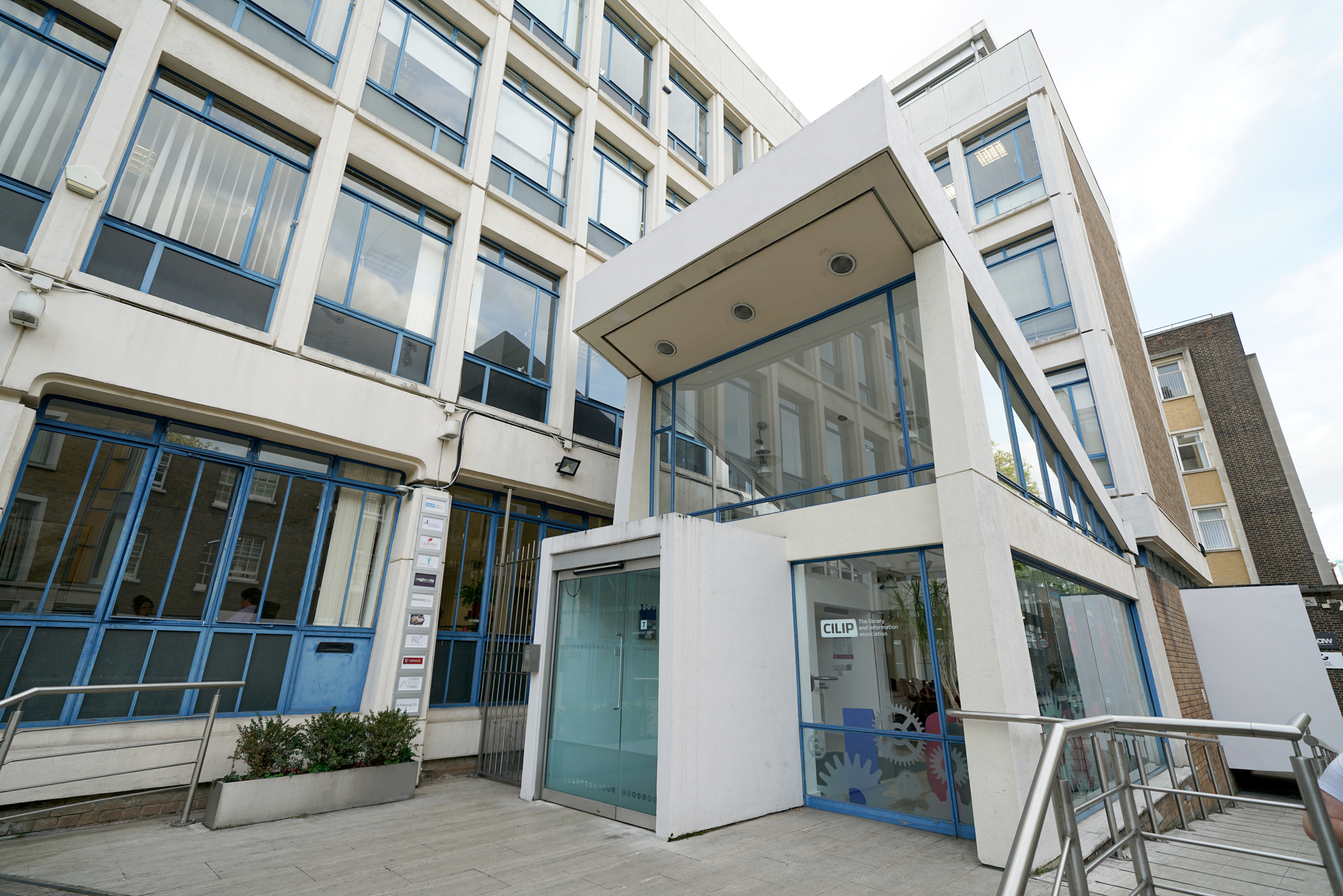
ロンドンにあるCILIP本部

ロンドンのリッジマウント通り Ridgmount_Streetにある当協会の本部所在地は、1965年に建てられた旧図書館協会本部を継承した。
CILIPはイギリスの公益団体である。

## 活動

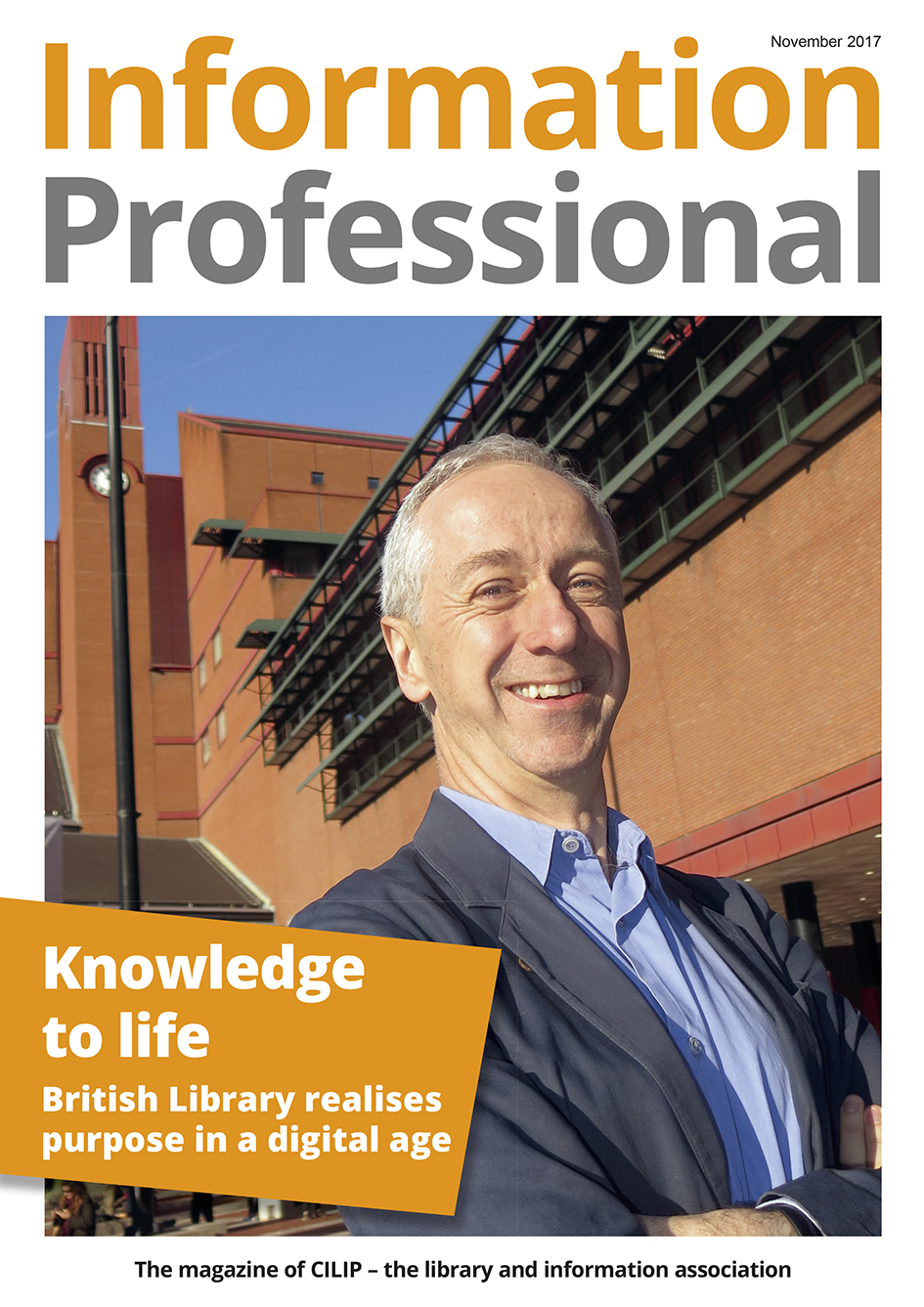
会報『Information Professional』創刊号（2017年11月）。表紙の人物は大英図書館ロリー・キーティング Roly_Keating。

当協会の前身の機関は会報『Library Association Record 』（1899年 - 2002年）、後継の『Library＆Information Update』(2002年 - 2017年 ）を出しており、統合後は2017年に月刊機関誌『Information Professional』を創刊、ニュースやインタビュー、分析を提供してきた。また採用Webサイト『Lisjobnet』の発行元であり、ファセット出版（Facet Publishing）名義で専門書を出版する。
例年、会員および非会員を対象とした年次会議を主催し、過去の基調講演はカーラ・ヘイデン博士（アメリカ議会図書館司書）、ルチアーノ・フロリディ教授、ナイジェル・シャドボルト卿（英語）が登壇した。
協会の活動趣旨として図書館員や情報専門家の仕事の認知度向上を期し、普及キャンペーンや広報活動を率いたり賞や表彰制度を設け、最善慣行を推進するよう努めている。キャンペーンは図書館サービスを提供する地方自治体の法定義務を公表する「My Library By Right」、2017年イギリス総選挙期間の質の高い情報発信を擁護した「Facts Matter 」の他に、毎年恒例の図書館週間運動および表彰制度「Libraries Change Lives Award」（仮訳：「図書館は人々の生活を変える」大賞）を実施する。
児童書分野のカーネギー賞とケイト・グリーナウェイ賞を授与し、両賞に関わる「アムネスティCILIPオナー表彰」は人権擁護団体アムネスティ・インターナショナルと提携したものである。ジェイソン・ファラダン賞 （英語）やトニー・ケント・ストリクス賞を選考・授与するUKeiG（英語）を含め、傘下の特別利益団体も独自の賞を設けている。
提携関係にある諸団体には、たとえば#稀覯本蒐集（Book_collecting）や刑務所図書館専門、CILIPと同様の会員数を擁する「社会変革情報」Information for Social Change、「全国購入グループ」、「索引士協会」（英語）などがある。また当協会の沿革を見ると、図書館協会となる以前は1927年の国際図書館連盟（IFLA）の設立組織の一つでもあった。
いくつかの専門家グループはそれぞれの会議を開き、たとえば毎年恒例のLILAC（図書館員の情報リテラシー会議）の主催者は2005年以来、CILIPの情報リテラシーグループである。2019年のコロナウイルス感染症の流行下では情報の専門家としてBBCと協力、フェイクニュースへの対応を解説したり、ライブ配信を利用して就学期の年齢層に図書を推薦し、電子書籍版の貸し出しに結びつけた。

## 職能開発
当協会はイギリスの大学（英語版の一覧（英語））で図書館情報学の学位課程を認定するほか、ドイツ、オマーン、カタール、クウェート、タイ、中国、香港で多くの海外プログラムを認定する。
専門家登録には対応するポスト・ノミナル・レター別に3つの段階がある。
- 認定アフィリエイト（ACLIP）（英語）の対象は認定資格のないパラプロフェッサー（Paraprofessional）[45]
- チャータードメンバー（MCLIP）（英語）
- チャータードフェロー（FCLIP）

名誉学位に似た名誉フェローシップ（HonFCLIP）は、その職業への貢献が卓越した少数の人々に授与される。当協会は専門知識と職能を測る基準に「Professional Knowledge and Skills Base」を用意、継続的な専門能力開発の機会と自己評価ツールを提供する。登録会員は、毎年登録を再検証できる。イギリスの図書館関係者にとって実務上、当協会の会員登録取得は必須とされていない。

## 加盟団体
当協会の加盟団体に関する以下の情報は、2002年、2003年および2005年の見積もり値を除き、CILIP評議会報告書に依拠する。2003年と2004年の会員数は不明。
|              | 2002（年） | 2003 | 2004 | 2005   | 2006   | 2007   | 2008   | 2009   | 2010   | 2011   | 2012   | 2013   | 2014   | 2015   | 2016  | 2017  | 2018 | 2019 |
| 会員数（人） | 約23,000   | —    | —    | 19,206 | 18,490 | 17,634 | 17,192 | 15,705 | 14,555 | 13,974 | 13,567 | 13,163 | 12,632 | 11,868 | 9,793 | 9,337 |      |      |

2018年に算出法の改訂により「終身会員」を会員統計の個別の分類に加えて公表したため、会員数の数値は連続しない。2019年1月時点で、当協会の終身会員は約1,000人に上った。

## CILIPスコットランド
スコットランド図書館情報専門家協会（英: CILIP in Scotland, Chartered Institute of Library and Information Professionals in Scotland）は略称をシリップスコットランド（頭字語CILIPS）といい、CILIPに加盟する非営利団体である。CILIP加盟者でスコットランド在勤または在住の場合、自動的にこのCILIPSに加盟する。CILIPS理事会はCILIPから活動の方針および財務、運用上の課題ならびにアドボカシーを委譲され、職員とサービスはサービス水準合意のもとに提供を受ける。スコットランド政府の情報分野に関して、政府諮問機関「スコットランド図書館情報評議会」（SLIC）と協力している。

CILIPスコットランドの前身はスコットランド図書館協会（1908年設立）であり、1931年に図書館協会と提携した。2002年のCILIP設立に合わせ、前身の協会は協議してCILIPSに名称変更する。2003年から2009年まで発行した専門誌『Information Scotland』（ISSN 1479-8441 ）はその後、ニュースレターに継承された。

## 出版物
発行年順。年報以下の小見出しはアルファベット→50音順。

### 年報、報告書
- CILIP Yearbook. Facet, 2003–. ISSN 1746-9929, LCCN 2003-234473, NCID AA11808742.
- CILIP ; Beecroft, Kathryn. Yearbook. Facet, 2003[注釈 3]. NCID BA61385886.
- The Library & Information History Group of CILIP. Library & information history, Maney Publishing, 2009. ISSN 1758-3489, LCCN 2009-233300, NCID AA12541058.
- CILIP. CILIP update with gazette. CILIP, 2011. 20460406, NCID AA12509430.

### RDA
- Joint Steering Committee for Revision of AACR ; American Library Association ; Canadian Library Association ; CILIP. Anglo-American cataloguing rules. 2nd ed., 2002[注釈 4]. NCID BA60593469.
- American Library Association ; Canadian Library Association ; CILIP Joint Steering Committee for Development of RDA. RDA : resource description & access, 2010. ISBN 9780838910931, 9780888023353, 9781856047494, NCID BB04375979.
  - 改訂版、2013年7月以前の更新情報、2013年。ISBN 9780838912102, 9780888023414, 9781856049665, NCID BB14705526.
  - 改訂版、2015年4月以前の更新情報、2015年。ISBN 9780838913468, 9780888023469, 9781783300747, NCID BB25062337.
- Brenndorfer, Thomas. RDA essentials。ALA 版はインプリント、American Library Association, Canadian Library Association、CILIP、2016。ISBN 9781783300563, NCID BB2611773X。

### 稀覯本
- Attar, Karen ; CILIP (Chartered Institute of Library and Information Professionals, Great Britain). Rare Books and Special Collections : Directory of rare book and special collections in the United Kingdom and the Republic of Ireland. 3rd ed, Facet, Pub. 2016. ISBN 9781783300167, NCID BB2303165X.

### 学校図書館
- Barrett, Lynn ; Douglas, Jonathan ; Armstrong, Eileen ; CILIP School Libraries Group. The CILIP guidelines for secondary school libraries. 2nd ed. Facet, 2004. ISBN 1856044815, NCID BA67847598.
  - Shaper, Sue ; CILIP, the CILIP School Libraries Group ; Bastone, Sue. 3rd ed. Facet, 2014. ISBN 9781856049696, NCID BB17182286.
- Colleges of Further and Higher Education Group of CILIP ; Eynon, Andrew ; Ennis, Kathy ; Gray, Carole ; Watson, Lin. Guidelines for colleges : recommendations for learning resources. 7th ed. Facet, 2005. ISBN 185604551X, NCID BA7864405X.

### 職能教育
- Watson, Margaret. Building your portfolio : the CILIP guide. Facet Pub, 2008. ISBN 9781856046121, NCID BA85500821. 2nd ed, Facet, 2010. ISBN 9781856047142, NCID BB08581189.
- CILIP. Information professional. London : CILIP, 2017. ISSN 2515-8015, NCID AA12806640.